# 부산보훈병원
부산보훈병원(釜山報勳病院)은 보훈복지서비스의 제공 및 이로 인한 보훈가족의 삶의 질 향상을 위해 설립된 대한민국 국가보훈부 산하 한국보훈복지의료공단 소속의 보훈병원이다. 부산광역시 사상구 백양대로 420에 있다.

## 연혁
- 1984년 4월 3일 부산 동구 범일동 62-720번지에 부산보훈병원 개원
- 1992년 5월 15일 부산 사상구 주례동 235 로 신축 이전